# Anticlide
Anticlide ou Anticleidès d'Athènes (en grec ancien Ἀντικλείδης) est un historien grec ancien dont les œuvres sont connues indirectement par des citations et des allusions d'auteurs postérieurs. 

## Époque
Anticlide est cité par Plutarque dans la Vie d'Alexandre comme auteur d'un traité évoquant Alexandre le Grand, ce qui permet de savoir qu'il a vécu après l'époque de ce roi, mais rien d'autre ne permet de savoir plus précisément à quelle époque il a vécu.

## Œuvres
Quatre traités sont cités par des auteurs postérieurs et attribués à Anticlide, sans qu'il soit possible de savoir avec certitude si ce nom désigne un seul auteur ou plusieurs auteurs homonymes.
- Un Sur les Retours (περὶ Νόστων)[2], qui évoquait les retours des Grecs chez eux après leurs expéditions. Le géographe Strabon cite[3] un passage probablement tiré de cet ouvrage.
- Des Dèliaka (Δηλιακά), un traité sur l'île de Délos[4].
- Un Egegeticos (Ἐξηγητικός ou ἐξηγητικά)[5], traité qui, selon Smith[6], semble avoir été une sorte de dictionnaire fournissant des définitions et des gloses des mots apparaissant dans les œuvres anciennes.
- Un traité Sur Alexandre (Περὶ Ἀλεξάνδρου) consacré à Alexandre le Grand et qui comptait au moins deux livres[7].

Les fragments et testimonia d'Anticlide ont été édités par Felix Jacoby dans les Fragmente der griechischen Historiker en 1923 : Anticlide est l'auteur no 140.